# Jernbaneoverskæring
En jernbaneoverskæring, officielt og i fagsprog mest jernbaneoverkørsel, er et sted hvor en jernbane krydser en anden trafikåre (vej, sti, markvej eller sporvognslinje) i niveau. Overkørsler er kun skæringer i niveau, dvs. de passager, hvor den krydsende færdsel går eller kører direkte på togets skinner. Broer, tunneller eller viadukter regnes ikke for jernbaneoverkørsler.
Færdselsloven og vejskiltningen skelner mellem "bevogtede" og "ubevogtede" overkørsler, dvs. henholdsvis med og uden bomme. Det er formentlig et levn fra tiden før de automatiske sikringsanlæg, hvor kun overkørsler med bomme var bevogtet af en ledvogter.
Jernbaneteknisk skelner man derimod mellem automatisk sikrede og ikke-sikrede overkørsler. De sikrede overkørsler har automatisk varsling med klokker og blink, men derudover kan de være udstyret med helbomme, halvbomme eller uden bomme.

## Sikrede overkørsler
Sikrede overkørsler har skiltning med krydsmærke samt klokker og rødt blink og evt. bomme. På befærdede veje og ved dårlige oversigtsforhold kan der også være advarselstavler og -mærker et stykke før overkørslen. De fleste steder tændes anlægget automatisk, når et tog nærmer sig, vha. kontakter ved sporet. Der er derefter ca. 25 sekunder, til toget passerer overkørslen. Ved stationer står overkørslerne dog som oftest i forbindelse med stationens sikringsanlæg, således at overkørslen tændes og skal være sikret, før der kan stilles signal for toget. Når toget er passeret, slukkes overkørslen igen, med mindre et andet tog nærmer sig (på en dobbeltsporet bane eller en station). Der kan som ekstra sikkerhed være installeret sensorer eller følere i vejbanen, der kan registrere, om der befinder sig biler i overkørslens frirum. Lokomotivføreren kan se på et signal ved jernbanestrækningen, om overkørslen er sikret. Hvis der er fejl, skal toget standses før overkørslen. Overkørselssignalerne kan være koblet med de øvrige jernbanesignaler (som før nævnt på stationer) og kombineret med ATC eller ATC-togstop.
Det kommende signalsystem ERTMS kommer også til at omfatte overkørslerne, så den nuværende tændingsmetode, kontakter i skinnerne, vil blive afløst af et radiobaseret system. Det vil muligvis blive tilpasset togets fart, så tiden fra overkørslens tænding indtil togets passage altid er korrekt.
I Danmark anvendes følgende typer:

### Helbomme
Bomanlæg, som dækker hele vejen over kørebanen. I dag er de udgangspunkt udformet som dobbelte halvbomme der spærrer hver sin side af kørebanen. Bommene sænkes ikke samtidig fordi vejen ud af overkørslen skal holdes fri lidt længere, sådan at bilisten ikke bliver fanget bag bommene. Bommene er konstrueret til at knække hvis de bliver påkørt af en bil.

### Langbomme
Bomanlæg der med en bom på hver side af sporet dækker hele kørebanen. Langbomme anvendes ved forholdsvis smalle veje (skovveje). Da bomme sænkes samtidig skal der altid etableres detektorer mv. der kan modvirke at trafikanter "fanges" mellem bommene.

### Halvbomme
Halvbom-anlæg spærrer kun den højre kørebane, set i trafikantens kørselsretning. Det forhindrer ikke, at en dristig trafikant kan køre slalom mellem bommene. Typen er derfor mindre sikker end helbomme.
Bommene kan være suppleret med stibomme over fortov og cykelsti.

### Advarselssignal-anlæg
Et advarselssignal-anlæg har advarselssignaler med klokker og rødt blinklys mod vej, men ikke bomme.

## Ikke-sikrede overkørsler
En overkørsel med led, låge, drejekors eller krydsmærke. Krydsende trafik må selv sikre sig, at passage kan finde sted uden risiko. På baner, hvor der findes ikke-sikrede overkørsler, må togene højst køre 75 km/t. Hvis overkørslen er lukket med et led, gælder denne regel dog ikke. På strækninger med ikke-sikrede overkørsler skal toget ofte give signalet "giv agt" i tyfonen (hornet) nogle hundrede meter før overkørslen, især ved dårlige oversigtsforhold eller i tåget vejr. I de seneste år har man generelt afskaffet dette signal, men til gengæld har man været nødt til at indføre midlertidige hastighedsbegrænsninger for toget i nogle farlige overkørsler.

### Krydsmærke
Andreaskorset er det grundlæggende advarselsmærke for en jernbaneoverkørsel og bruges i de fleste lande i en eller anden udformning.

### Led
Private overkørsler kan have et led eller en låge, som man skal betjene for at passere.
Overgange for fodgængere kan have et drejekors eller en barriere, så man ikke kan løbe/cykle direkte over overkørslen, men er nødt til at standse op.

### Ingen skiltning
Nogle markveje og lignende kan være helt uden skiltning, men overkørslen har dog et nummer, hvis den er officiel. Der findes også enkelte uofficielle overkørsler og overgange, som af gode grunde ikke er registreret.

## Manuelle overkørsler
Før de automatiske anlæg blev indført, blev de vigtigste overkørsler betjent manuelt. På den frie bane var der ansat ledvogtere, der ofte boede i et hus ved overkørslen. Når toget forlod den forrige station, blev ledvogteren alarmeret pr. telefon eller elektrisk klokkesignal sendt via telegraftrådene. På stationerne betjente stationspersonalet de nærmeste overkørsler, eventuelt med et wiretræk. Typen findes stadig i udlandet.
På nogle godsbaner i Danmark er overkørselsanlæggene manuelt betjente, så jernbanepersonalet må aktivere anlægget med en nøgle, før toget kan passere overkørslen.
En type privat overkørsel, som bl.a. findes i Tyskland (Anrufschranken, dvs. opkaldsbomme), består af en bom, der normalt er nede. For at passere skal man kalde op til fjernstyringscentralen, som betjener bommen.

## Sikkerhed
Overkørsler er et af de farligste steder på jernbanen. Ulykker i overkørsler er den næsthyppigste dødsårsag i forbindelse med jernbaneulykker (den hyppigste er personpåkørsel som følge af ulovlig færdsel på banearealet). For årtier siden var den vigtigste uheldsfaktor derimod forskellige ulykker ved selve jernbanearbejdet, f.eks. ved rangering.
Allerede i hestevognenes tid var ulykker i overkørslerne hyppige. Siden 1920'erne har næsten alle nye jernbaner i Danmark været anlagt uden overkørsler i niveau. Tidligere ville en kollision mellem tog og bil næsten udelukkende udgøre en risiko for bilerne, men siden da er der kommet lettere tog med højere hastighed og større og tungere lastbiler mv., hvilket har medført, at kollisioner nu indebærer større risici for togene. De letteste danske tog i dag vejer imidlertid over 80 ton og kører op til 140 km/t på strækninger med overkørsler (øvrige steder op til 180 km/t), så risikoen for de øvrige trafikanter er stor.
Selv ved en mindre påkørsel kan skaderne på køretøjer, toget og overkørslen løbe op i flere millioner kroner. Ulykkerne kan være meget omfattende, f.eks. blev 33 buspassagerer dræbt ved en kollision med et tog den 9. maj 2003 ved Siófok i Ungarn.
En sjælden årsag til ulykker er, at bilisten skal svinge ned ad en vej langs overskæringen, men i stedet kører ind på jernbanesporet. Forkert opfattelse af GPS kan være årsagen. I 2008 kørte en bilist over en nedlagt overkørsel ved Padborg, fordi hans GPS dirigerede ham den vej, og bilen blev påkørt af et godstog.
Broer er dog heller ikke fuldstændig risikofrie. Den 12. december 2008 ramte en lastbil en lav bro under jernbanen ved Vordingborg, og togdriften blev afbrudt i nogle timer. I uheldige tilfælde har den type ulykker ført til togafsporing. Mere usædvanligt kørte en bil med anhænger den 28. februar 2001 ned fra en motorvejsbro over jernbanen ved Selby i England. Et højhastighedstog blev afsporet, og straks efter stødte et modkørende godstog ind i det afsporede tog. Ulykken medførte ti dødsofre.

### Trafikanters adfærd
Det antages tit, at bilisternes adfærd i jernbaneoverkørsler er blevet mere uforsigtig, men der findes ikke sikre undersøgelser om det. En tysk rundspørge fra 2006 viste stor usikkerhed blandt trafikanterne:
- 39 procent troede, at et rødt blinklys kun var et uforpligtende advarselssignal.
- 14 procent troede, at det er tilladt at krydse overkørslen, mens det røde lys blinker, men før bommene er sænket.
- 6 procent troede, at man må køre rundt om de sænkede halvbomme, hvis man gør det på "eget ansvar".[6]
- Knap hver femte kunne finde på at køre rundt om sænkede halvbomme, i det mindste i "undtagelsestilfælde".
- 10 procent kørte sommetider over de ikke-sikrede overkørsler uden at sænke farten.
- Kun 78 procent mente, at man havde pligt til at standse for en jernbanefunktionær, som signalerer med rød lygte eller rødt flag ved en overkørsel.
- En del bilister havde tendens til usædvanlig langsom eller hurtig kørsel over overskæringen. Det skyldtes dels angst for at beskadige bilen, dels angst for toget.

Undersøgelsen viste også usikkerhed om reglerne for parkering, standsning og kørsel med anhænger ved en jernbaneoverkørsel.
Et andet - ofte overset - problem er, at de fleste bilister ikke slukker nærlyset som de skal, når de holder ved en overkørsel. Dette kan blænde både modkørende trafikanter og lokomotivføreren og dermed forringe sikkerheden.

### Nedlæggelse af overkørsler
Der arbejdes til stadighed for at fjerne de farligste overkørsler, og på hovedstrækningerne forsøger man at undgå overkørsler fuldstændig.
Der findes ikke længere overkørsler på strækningerne København-Fredericia, Fredericia-Tinglev, Fredericia-Århus, Ringsted-Vordingborg, Øresundsbanen, Kystbanen og på S-banen. På strækningerne Lunderskov-Esbjerg, Tinglev-Padborg, Århus-Ålborg og Vordingborg-Rødby findes der stadig enkelte overkørsler, men alle er sikret med bomme. Blandt de øvrige strækninger har især privat- og lokalbanerne mange overkørsler med stor risiko for ulykker.
Nogle ulykker i 2009 vakte en del opsigt i pressen. Den 7. september blev et ægtepar dræbt i en usikret overkørsel ved Vejlby på Lemvigbanen. Den 19. september påkørte et IC3-tog en lastbil ved Tølløse. Bommene havde antagelig fungeret, men der var tåge på ulykkestidspunktet. Lastbilen udbrændte, chaufføren og togets lokomotivførerelev blev dræbt, lokomotivføreren blev svært kvæstet og fem passagerer lettere kvæstet. På finansloven frem til 2020 var der oprindelig afsat 36 mio. kroner årligt til at sanere overkørsler. Projektet blev i november 2009 fremrykket af Folketingets trafikudvalg (ligesom nogle andre offentlige investeringer pga. den økonomiske afmatning). Overkørslerne skal nu være sikret ved udgangen af 2018. Der er også afsat penge til forsøg med sensorer ved udvalgte overkørsler.
Banedanmark har i 2009-10 fjernet de usikrede overkørsler på Vendsysselbanen, og forsynet resten med halvbomme. Banedanmark er også i gang med at fjerne alle overkørsler, for at kunne forøge strækningshastigheden til 160 km/t på strækningen Roskilde-Holbæk. Banedanmark og COWI arbejder fra 2010 og i de næste år med at sikre eller fjerne overkørsler på Thybanen og Struer-Langå. Målet er, at alle overkørsler enten skal nedlægges, forsynes med bomme eller erstattes med tunnel/bro. Overkørsler kun forsynet med krydsmærke eller advarselssignalanlæg vil dermed forsvinde. Det er et kostbart arbejde, da prisen for et halvbomanlæg kan beløbe sig til 3 mio. kroner.